# Loto
Igra Loto je kombinacija lota in številčne loterije. Pri lotu udeleženec na listku napove, katerih sedem številk od ena do devetintrideset bo izžrebanih. Število kombinacij pri lotu zračunamo po binomskem členu.